# Collio Goriziano Picolit
 (mai 2024).
Si vous disposez d'ouvrages ou d'articles de référence ou si vous connaissez des sites web de qualité traitant du thème abordé ici, merci de compléter l'article en donnant les références utiles à sa vérifiabilité et en les liant à la section « Notes et références ».
Le Collio Goriziano Picolit (ou Collio Picolit) est un vin blanc italien de la région Frioul-Vénétie Julienne doté d'une appellation DOC depuis le 3 novembre 1989. Seuls ont droit à la DOC les vins récoltés à l'intérieur de l'aire de production définie par le décret. Les vignobles autorisés se situent dans la  province de Gorizia dans les communes et hameaux de  Brazzano, Capriva del Friuli, Cormons - Plessiva, Dolegna del Collio, Farra d'Isonzo, Lucinico, Mossa, Oslavia, Ruttars et San Floriano del Collio.

## Caractéristiques organoleptiques
Sa robe est d'un jaune doré plus ou moins intense. Son parfum est délicat, caractéristique, avec des arômes de fleurs d’acacia et son bouquet est aimable ou doux, plein, harmonique, délicat.
Le Collio Goriziano Picolit se déguste à une température comprise entre 6 et 8 °C. Il se conserve 8 à 10 ans.

## Production
La production, de 42,57 hl en 1990, s'élève à 104,29 hl en 1996.